# Protosticta geijskesi
Protosticta geijskesi är en trollsländeart som beskrevs av Van Tol 2000. Protosticta geijskesi ingår i släktet Protosticta och familjen Platystictidae. IUCN kategoriserar arten globalt som livskraftig. Inga underarter finns listade i Catalogue of Life.